# أنس الجبارات
انس الجبارات (24 فبراير 1989 بعمان في الأردن - ) هو لاعب كرة قدم أردني في مركز الوسط. شارك مع منتخب الأردن تحت 23 سنة لكرة القدم. أما مع النوادي، فقد لعب مع نادي شباب الأردن.

## وصلات خارجية
- أنس الجبارات على موقع ناشيونال فوتبول تيمز (الإنجليزية)
- أنس الجبارات على موقع Soccerway.com (الإنجليزية)
- أنس الجبارات على موقع كووورة